# Тверска митрополија
Тверска митрополија (рус. Тверская митрополия) митрополија је Руске православне цркве.
Образована је одлуком Светог синода од 28. децембра 2011, а налази се у оквиру граница Тверске области. У њеном саставу се налазе три епархије: Тверска, Бежецка и Ржевска.